# Ennearthron chujoi
Ennearthron chujoi là một loài bọ cánh cứng trong họ Ciidae. Loài này được Nakane & Nobuchi miêu tả khoa học năm 1955.